# La Panthère rose
Pour les articles homonymes, voir La Panthère rose (homonymie).
La  Panthère rose (The Pink Panther) est un personnage de fiction créé par Friz Freleng et apparu pour la première fois en 1963 dans les génériques de début et de fin du film de Blake Edwards, La Panthère rose.
Dans l'histoire, la « Panthère rose » est le nom d'un diamant, objet de l'enquête de l'inspecteur parisien Jacques Clouseau : le générique du film la met cependant en scène sous la forme d'un félin rose en dessin animé. Le succès est tel que les producteurs, la Mirisch Company et DePatie-Freleng, décident de faire du personnage le protagoniste d'une série de courts métrages. Le premier film mettant en scène à part entière le personnage, La Vie en rose (The Pink Phink), a remporté l'Oscar du meilleur court-métrage d'animation en 1965. Au total plus de 300 dessins animés seront produits au cinéma puis à la télévision sur près de cinquante ans[réf. nécessaire]. 
La Panthère rose est également indissociable de la célèbre musique de Henry Mancini, The Pink Panther Theme, composé à l'origine pour le film de Blake Edwards, et qui rythme chaque épisode.

## Description du personnage

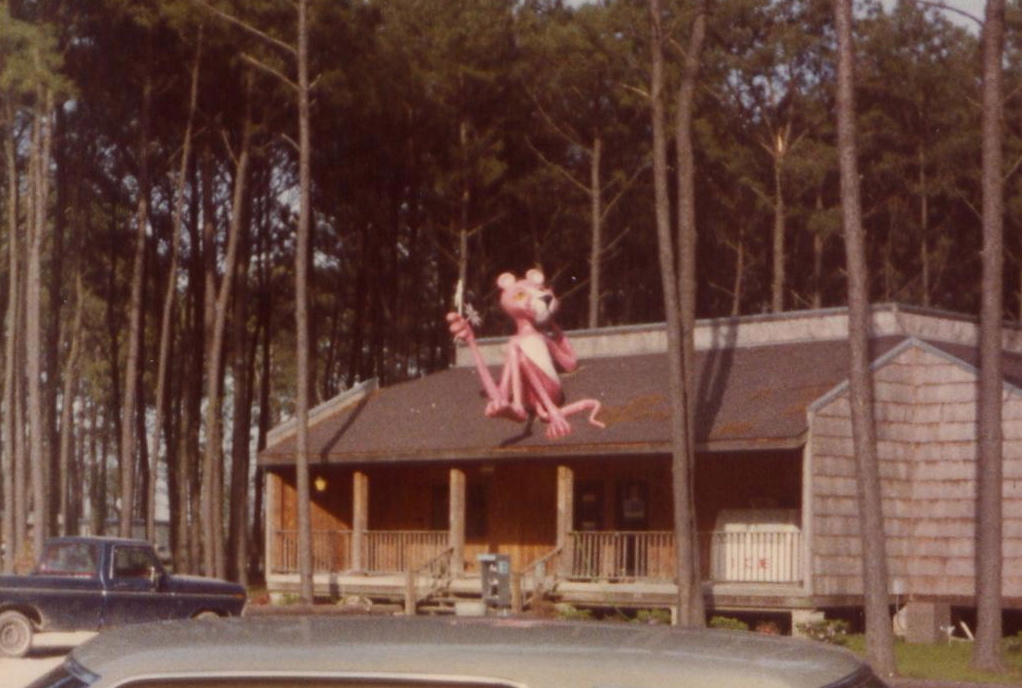
Sculpture de la Panthère rose sur le toit d'un bâtiment en Louisiane.

La Panthère rose est un léopard longiligne avec des membres très minces, de couleur rose mais avec le ventre, le museau et l'intérieur des oreilles plus pâles ; le bout de son museau est plus sombre, voire noir. Le haut de sa tête est si plat que ses yeux saillent hors d'elle. Ses yeux sont jaunes, rendus expressifs par des sourcils noirs détachés complètement de la tête. Les mains sont à quatre doigts (sans gant) mais les pieds se rapprochent plus des pattes arrière d'un félin.
La panthère rose évolue dans un monde parfois absurde et surréaliste. Dans ce registre, un des chefs-d'œuvre de la série est le court métrage Psychedelic Pink (La Panthère psychédélique), qui la montre franchissant la porte d'un univers onirique, où elle se retrouve entourée d'énormes lettres de l'alphabet à même de constituer des instruments ; ainsi, elle utilise un J pour jouer au golf (la balle de golf est le point d'un i), puis elle est mise en joue par son adversaire, un petit bonhomme moustachu et barbu qui se sert d'un F renversé comme d'un fusil.
Le rôle muet de la Panthère rose lui donne, comme à un mime, une portée universelle. Elle est en général calme et flegmatique, mais parfois, elle se rappelle qu'elle est un fauve et se bagarre. Dans les premiers cartoons des longs métrages, son premier antagoniste était une caricature de l'inspecteur Jacques Clouseau. Par la suite, son adversaire est souvent un petit bonhomme moustachu et teigneux, doté d'un nez assez proéminent. Dans certains épisodes, cet homme est propriétaire d'un chien qui est généralement victime des gags de la Panthère, son maître le tenant à tort pour responsable de ces derniers.
Dans The Pink Panther Show, une émission regroupant plusieurs séries de dessins animés de Friz Freleng, la Panthère rose croise à l'occasion le Tamanoir, héros de la série Tamanoir et Fourmi rouge (The Ant and the Aardvark). Un plan du générique, dans le Pink Panther Show diffusé par la chaîne allemande ZDF, montrait la Panthère rose et le Tamanoir face-à-face, poings serrés, sourcils froncés, museau contre trompe, prêts à se battre.

## Apparitions

### Cinéma
La Panthère rose apparaît au générique de tous les films de la série sous la forme de dessin animé.

#### Séries dérivées

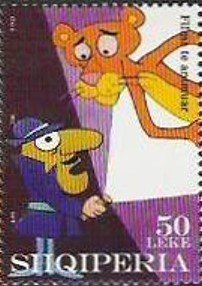
Version en dessin animé de l'inspecteur Clouseau, reproduite sur ce timbre.

L'inspecteur Clouseau, héros de la série de films de Blake Edwards, fut également la vedette d'une autre série diffusée au cinéma de dessins animés créée par Friz Freleng et intitulée L'Inspecteur (The Inspector, 1965-1969).

### Télévision

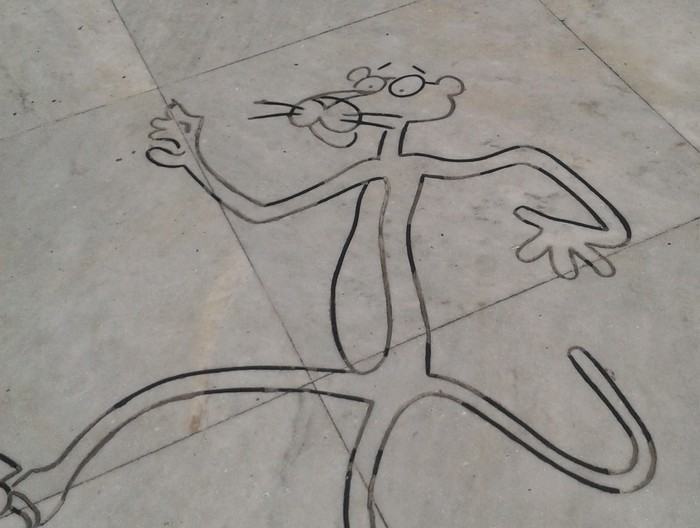
Monument représentant la Panthère rose à Plaza del humor, La Corogne (Espagne).

- 1993 : La Panthère rose (The Pink Panther)
- 2010 : La Panthère rose et ses amis (Pink Panther and Pals)

### Bande dessinée

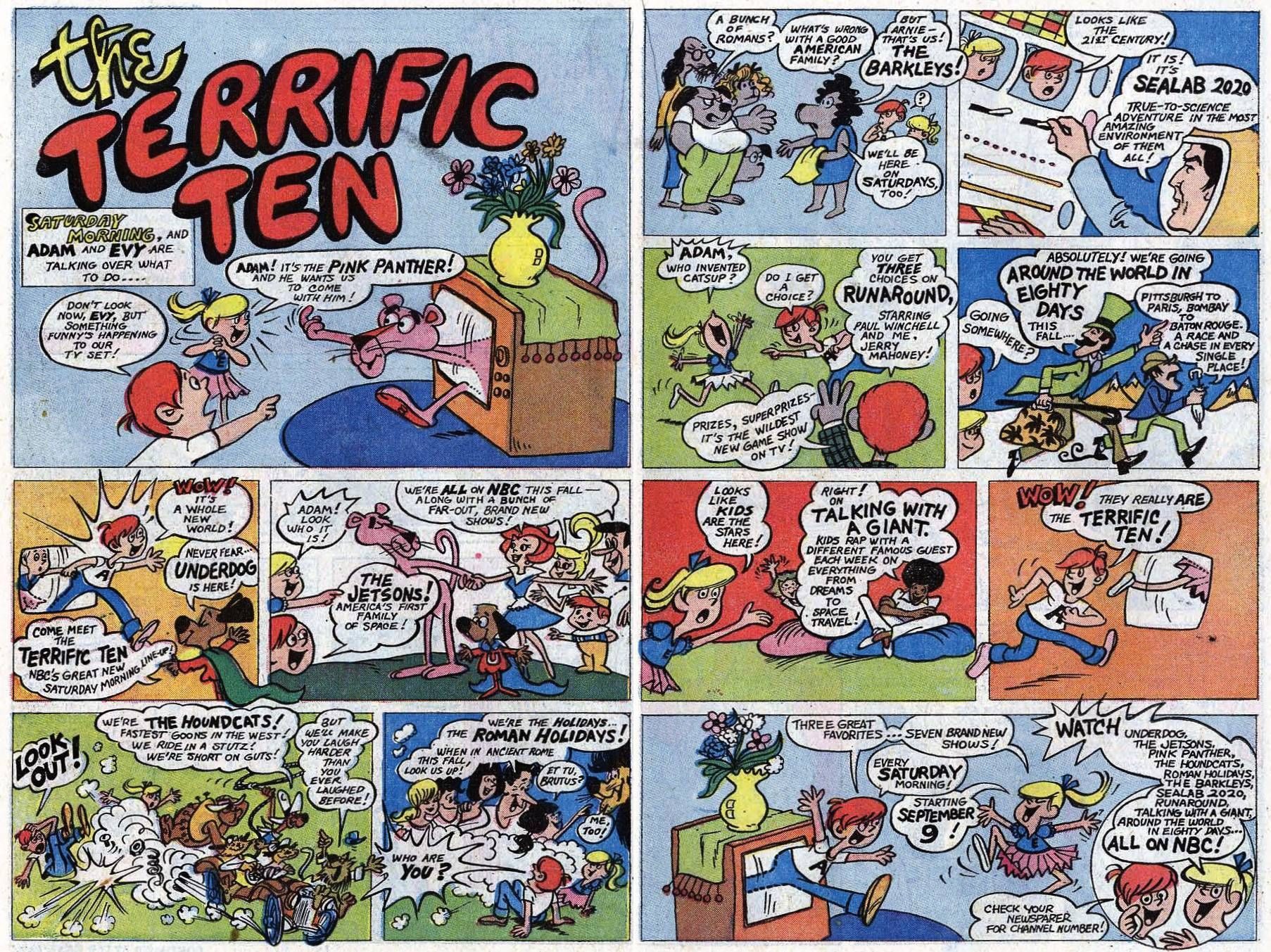
Publicité dessinée pour les dessins animés du samedi matin sur la chaîne NBC, dont ceux avec la Panthère rose.

Comme de très nombreux personnages de fiction célèbres issus des dessins animés, la Panthère rose a aussi ses propres séries d'aventures  dessinées dans des comics portant son nom, traduits ensuite à destination d'autres pays non anglophones.

### Jeux vidéo
- Pink Goes to Hollywood sorti en 1993
- La Panthère rose : Passeport pour le danger (The Pink Panther Passport to Peril) sorti en 1997
- La Panthère Rose 2 : Destination mystère (The Pink Panther Hocus Pocus Pink)  sorti en 1998
- Pink Panther : À la poursuite de la Panthère rose (The Pink Panther Pinkadelic Pursuit)sorti en 2002
- Pink Panther 3D: The Official Video Games sorti en 2011

## Influences

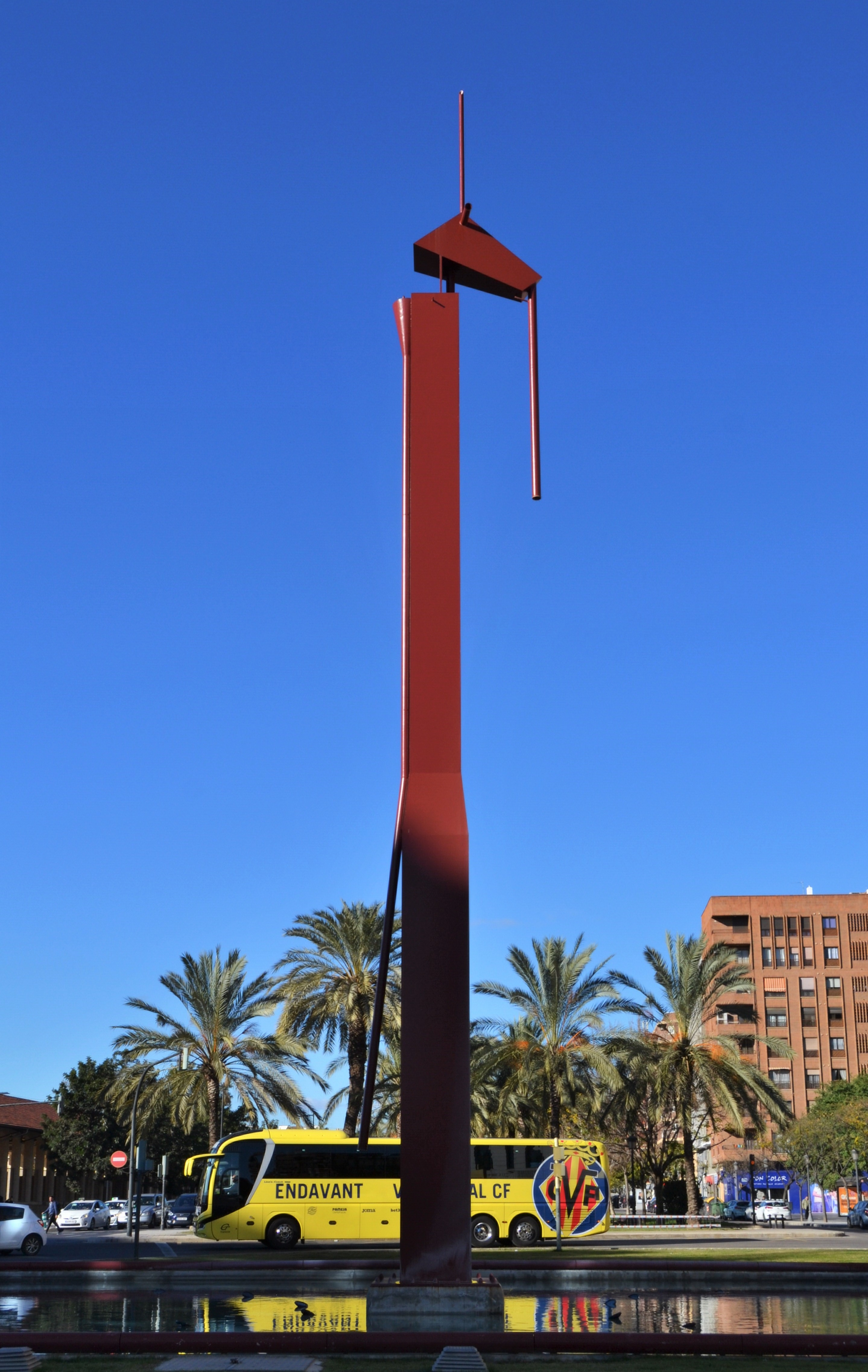
Sculpture La Panthère rose de Miquel Navarro à Valence en Espagne.

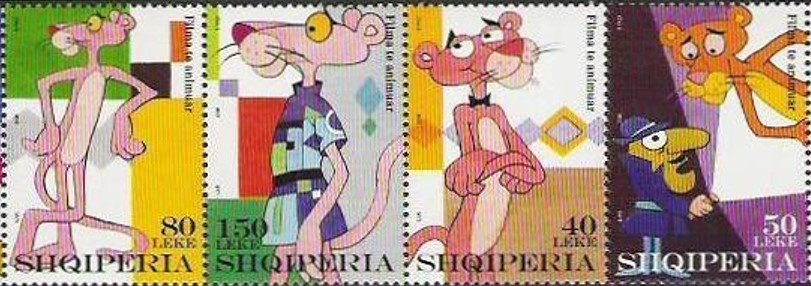
L'Albanie a produit des timbres mettant en valeur la Panthère rose.

- Une voiture appelée Panthermobile a été créée en 1969 par le concepteur de véhicules Jay Ohrberg[3], en rapport avec la Panthère rose.

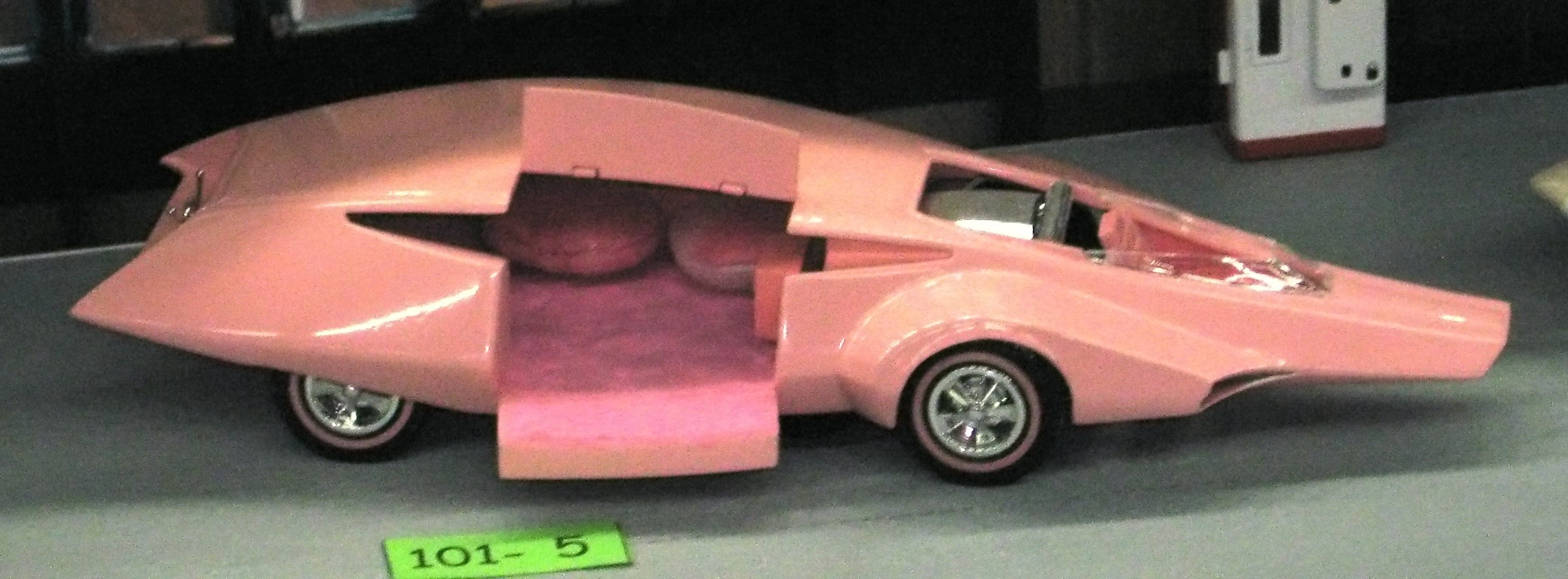
Modèle de la Panthermobile.